# Station Struga
Station Struga is een spoorwegstation in de Poolse plaats Marki.